# Historia filozofii (Dynnik i in.)
Historia filozofii (ros. История философии) – radzieckie sześciotomowe dzieło, oświetlające najważniejsze rozdziały historii filozofii na Zachodzie i Wschodzie w oparciu o zasady marksistowsko-leninowskie . Książka została przygotowana przez grupę autorów Instytutu Filozofii Akademii Nauk ZSRR na czele z Michaiłem Dynnikiem i wydana w latach 1957—1965. Rozprawa spotkała się w świecie filozoficznym z dużym odzewem: recenzje ukazały się w czasopismach Woprosy fiłosofii i Deutsche Zeitschrift für Philosophie oraz w chińskiej gazecie 光明日报 (Guāngmíng Rìbào). Praca ta pomaga przyswoić sobie spuściznę filozoficzną, stanowi pomoc w studiowaniu myśli filozoficznej przeszłości i teraźniejszości. Tomy III—IV przetłumaczono na język polski pt. Lata czterdzieste — dziewięćdziesiąte XIX w., cz. 1 i 2.

## Przekłady na język polski
- Historia filozofii. Pod redakcją M.A. Dynnika, M.T. Jowczuka, B.M. Kiedrowa(inne języki), M.B. Mitina, T.I. Ojzermana i A.F. Okułowa(inne języki). Cz. 1: Lata czterdzieste — dziewięćdziesiąte XIX w. Warszawa: Książka i Wiedza, 1963. (pol.).
- Historia filozofii. Pod redakcją M.A. Dynnika, M.T. Jowczuka, B.M. Kiedrowa(inne języki), M.B. Mitina, T.I. Ojzermana i A.F. Okułowa(inne języki)  ; tł. Zygmunt Ziembiński (1920-1996) i Jerzy Wierzchowski. Cz. 2: Lata czterdzieste — dziewięćdziesiąte XIX w. Warszawa: Książka i Wiedza, 1966. (pol.).